# 清朝玉玺
清朝玉玺多使用满汉双文篆书样，左满文，右汉文，不過也有一些只使用漢字的寶璽。入關前，後金所制印璽多僅使用滿文。後來清朝仿明制，大量制作帝王用玺用以冲淡无传國玉玺之虚。清代共制二十五方玉玺，称清二十五宝。二十五宝平时密藏于紫禁城交泰殿的宝盝中，一宝一盝。宝盝为两重，皆木质，制作精美。宝盝置木几上，外罩绣龙纹的黄缎罩，分列于御座左右。
傳闻蒙元北遁时携走传国玉玺，明末清初时多尔衮领兵与其後裔决战时亦自蒙古取得一枚玉玺交予皇太極，但清宫档案证明其取得的实为另枚玉璽“制誥之寶”，舊璽在乾隆年間被銷毀，乾隆帝重刻一枚新璽，並將其纳入盛京十宝之一。

## 清朝二十五方玉玺
清初作宝泛滥，至乾隆初年交泰殿贮宝三十九方，其中宝文重复者或于义不合者甚众。乾隆十一年厘定制度，只选其中二十五方以作国宝，其数以应大衍之数。乾隆十三年更定宝文，除大清受命之宝、皇帝奉天之宝、大清嗣天子宝、青玉质皇帝之宝四方以其由绪有序予以保留外，其余二十一方俱重刻为满汉篆文体。
二十五方玉玺造型、材質多样，以玉刻交龙纽为多，其它有金質、银質，还有一方木玺。
1. 大清受命之宝：《交泰殿宝谱》载“以章皇序之用”，白玉质，盘龙纽，汉篆文、满本字文，昭告天下天子登基用玺，也是大清承受天命的象征物。
2. 皇帝奉天之宝：《交泰殿宝谱》载“以章奉若之用”，碧玉质，盘龙纽，汉篆文、满本字文，郊祀用玺，也是皇帝敬奉天道的象征物。
3. 大清嗣天子宝：《交泰殿宝谱》载“以章继绳之用”，金制，交龙纽，汉篆文、满本字文，册立太子用玺。
4. 皇帝之宝（玉玺）：《交泰殿宝谱》载“以布诏敕之用”，青玉质，交龙纽，满篆文，清朝早期的皇帝日常用玺，乾隆以后鲜用。
5. 皇帝之宝（木玺）：檀香木质，蹲龙纽，满汉篆文，《交泰殿宝谱》虽载其仅为“以肃法驾之用”的皇权象征物，但事实上绝大部分制诰诏敕均钤该宝，是所用最多应用范围最广的一方宝玺。
6. 天子之宝：《交泰殿宝谱》载“以祀百神之用”，白玉质，交龙纽，祭祀用玺，用于祭祀神灵的祝文祭文。
7. 皇帝尊亲之宝：《交泰殿宝谱》载“以荐徽号之用”，白玉质，交龙纽，为太后，太皇太后上徽号、尊谥则用之。
8. 皇帝亲亲之宝：《交泰殿宝谱》载“以展宗盟之用”，白玉质，交龙纽，赏赐宗室、外藩王公则用之。
9. 皇帝行宝：《交泰殿宝谱》载“以颁锡賚之用”，碧玉质，交龙纽，赏赐慰劳功臣则用之。
10. 皇帝信宝：《交泰殿宝谱》载“以征戎武之用”，白玉质，交龙纽，征发编整军队则用之。
11. 天子行宝：《交泰殿宝谱》载“以册外蛮之用”，碧玉质，蹲龙纽，册封藩国外夷则用之。
12. 天子信宝：《交泰殿宝谱》载“以命殊方之用”，青玉质，交龙纽，漢篆文、滿本字文，号令藩国外夷则用之。
13. 敬天勤民之宝：《交泰殿宝谱》载“以饬勤吏之用”，白玉质，交龙纽，嘉赏降旨入朝外官则用之。
14. 制诰之宝：《交泰殿宝谱》载“以谕臣僚之用”，青玉质，交龙纽，主要用于诰谕高级官员及其亲属的册书和诰书。
15. 敕命之宝：《交泰殿宝谱》载“以钤诰敕之用”，碧玉质，蹲龙纽，主要用于诰谕低级官员及其亲属的敕书。
16. 垂训之宝：《交泰殿宝谱》载“以扬国宪之用”，碧玉质，交龙纽，颁行法令或皇帝教论则用之。
17. 命德之宝：《交泰殿宝谱》载“以奖忠良之用”，青玉质，交龙纽，奖励臣僚则用之。
18. 钦文之玺：《交泰殿宝谱》载“以重文教之用”，墨玉质，交龙纽，颁发文明教化论旨则用之，二十五宝中唯一一方以古名“玺”命名的宝玺。
19. 表章经史之宝：《交泰殿宝谱》载“以崇古训之用”，碧玉质，交龙纽，表彰刊发钦定经史古籍则用之。
20. 巡狩天下之宝：《交泰殿宝谱》载“以从省方之用”，青玉质，交龙纽，为皇帝巡视四方时所用的办公便印。
21. 讨罪安民之宝：《交泰殿宝谱》载“以张戎伐之用”，青玉质，交龙纽，派遣军队出征则用之。
22. 制驭六师之宝：《交泰殿宝谱》载“以整戎行之用”，青玉质，交龙纽，向军队下达命令则用之。
23. 敕正万邦之宝：《交泰殿宝谱》载“以诰外国之用”，青玉质，交龙纽，回书外国或藩国外夷则用之。
24. 敕正万民之宝：《交泰殿宝谱》载“以诰四方之用”，青玉质，盘龙纽，向全国臣民布告论旨处分则用之。
25. 广运之宝：《交泰殿宝谱》载“以谨封识之用”，墨玉质，交龙纽，钤于皇帝御笔宸翰之上。

## 盛京十宝
乾隆十一年厘定二十五宝制度后，故内府所藏废弃国宝十四方中，以其中十方或虽宝文重复但国初行用，“未可以与古玩并列”，故宝于盛京宫阙凤凰楼。
1. 大清受命之宝：碧玉质，蹲龙纽，漢篆文、滿本字文。
2. 皇帝之宝三方：一方青玉质，交龙纽，满本字文汉篆文；一方碧玉质，盘龙纽，满本字文汉篆文；一方檀香木质，素纽，满篆文。
3. 奉天之宝：金质，交龙纽，满篆文。
4. 天子之宝：金质，交龙纽，满篆文。
5. 奉天法祖亲贤爱民：碧玉质，交龙纽，漢篆文、滿本字文。
6. 丹符出验四方：青玉质，交龙纽，后为下方“制诰之宝”取代。
7. 制诰之宝：青玉质，交龙纽，汉篆文，传为清太宗所得之元璽[2]，乾隆年间清高宗下旨将宝上字磨去，新刻一枚满汉合璧篆文「制誥之寶」[4]，取代上方“丹符出验四方”而位列盛京十宝，钦定二十五宝之一[5]。
8. 敕命之宝：青玉质，交龙纽，漢篆文、滿本字文。
9. 广运之宝：金质，交龙纽，汉篆文。

## 太上皇帝之宝
清高宗乾隆帝在登基60年后传帝位于嘉庆帝，自居太上皇公文谕令行「太上皇帝之宝」（僅漢篆字，無滿文）。
太上皇帝之宝：碧玉质，交龙纽。四壁刻有乾隆御题诗。存于雕云龙纹紫檀匣中。
凡三品堂上官任免诸事皆由太上皇决断，用玺太上皇帝之宝。

## 清末新政作宝
清末新政时，仿西欧木制国玺御玺之制，作檀香木汉文篆书方玺四方，现藏北京故宫博物院。与旧二十五宝不同，印文仅有汉文且明示国体国号，其文分别为“大清国宝”、“大清皇帝之宝”、“大清帝国之玺”、“大清帝国皇帝之宝”。推测此四方玺或于新政或行宪后用于中外交往文书上，然而四方玺均无使用痕迹。

## 御玺印文

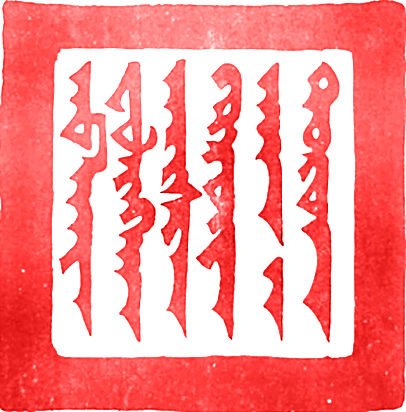
无圈点满文「天命金国汗之印」，实物现已不存，沈阳故宫收藏的信牌文物中见其印痕。
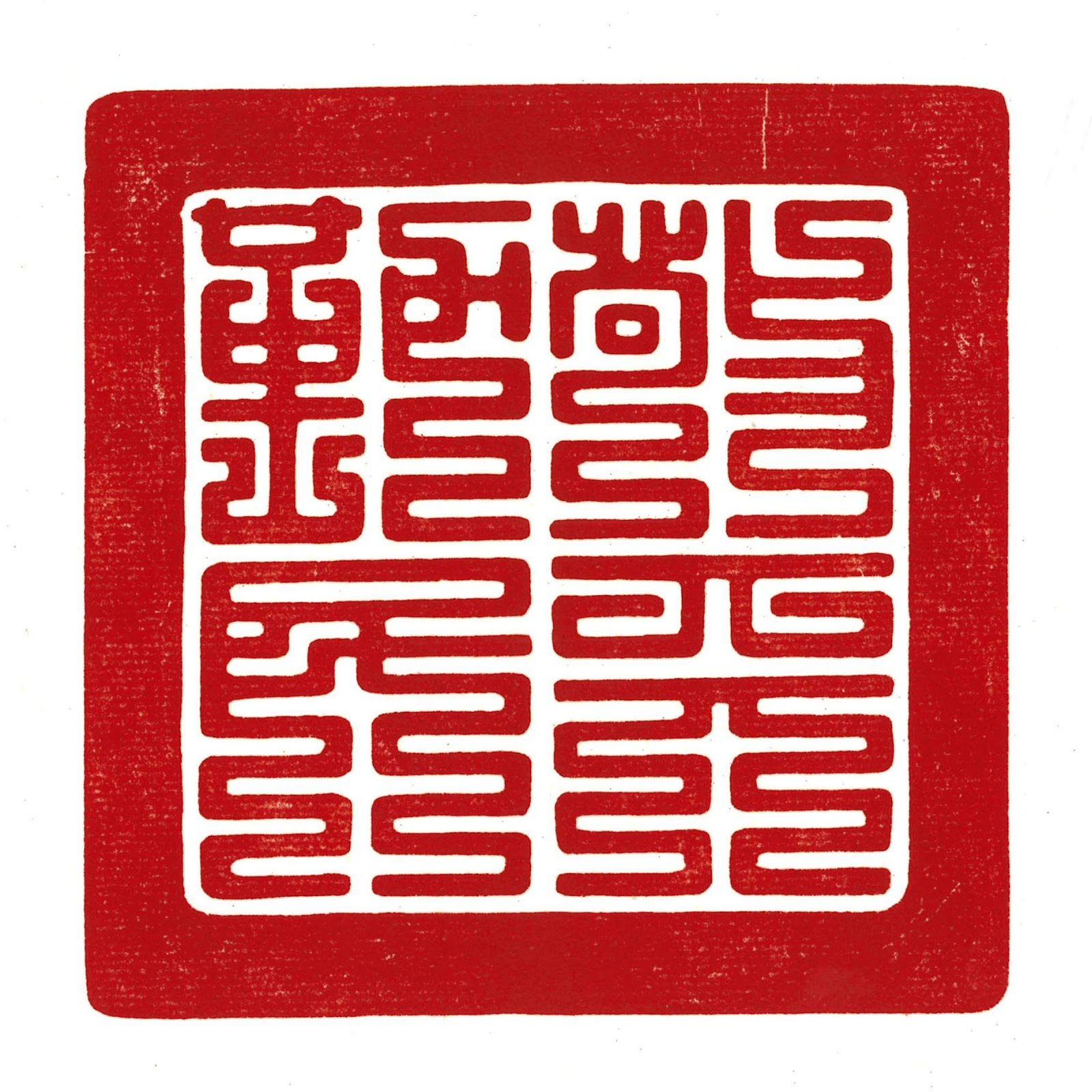
“敬天勤民”玺，九叠篆字。
清太宗所获“制誥之寶”，用于崇德及顺治初年文件上。
「大清帝国之玺」，光绪末宣统初年刻製。